# Tommy Boy
Tommy Boy er det fjortende studiealbum fra den danske sanger og sangskriver Thomas Helmig, de blev udgivet den 2. november 2009. Albummet er produceret af Søren Runge og Thomas Helmig, bl.a. i Helmigs eget studie The Annex i Århus, og mixet af Manny Marroquin i Los Angeles. Titlen, Tommy Boy refererer til farens kælenavn til Helmig som barn.
Førstesinglen "100 dage", som gæstes af sangerinden Medina, blev udgivet digitalt den 28. september 2009. Sangen lå den efterfølgende uge placeret som nummer fem på den officielle danske single-hitliste, Tracklisten. Den 13. november 2009 indtog singlen førstepladsen, og har sidenhen modtaget platin for 30.000 downloads.
Tommy Boy debuterede på førstepladsen af album-hitlisten med 12.600 solgte eksemplarer i den første uge. Allerede på udgivelsesdagen modtog albummet guld for 15.000 bestilte eksemplarer. Albummet var det syvende bedst sælgende album i 2009. I marts 2010 blev Tommy Boy certificeret dobbelt platin for 60.0000 bestilte eksemplarer.

## Spor
| #   | Titel                         | Længde |
| --- | ----------------------------- | ------ |
| 1.  | "Mit hjerte længes"           | 3:51   |
| 2.  | "100 dage" (featuring Medina) | 4:15   |
| 3.  | "Kiosk"                       | 4:32   |
| 4.  | "Jeg bløder"                  | 4:22   |
| 5.  | "Din røde kjole"              | 4:10   |
| 6.  | "Fri mand"                    | 4:06   |
| 7.  | "Daddy venter"                | 4:31   |
| 8.  | "Outsider"                    | 4:12   |
| 9.  | "Drømmer / Glemmer"           | 3:55   |
| 10. | "Ned ad Nørrebrogade"         | 4:00   |
| 11. | "Når du kommer hjem"          | 3:46   |

## Credits

### Produktion
- Produceret af Søren Runge og Thomas Helmig
- Tekst og musik af Thomas Helmig
- Indspillet i The Annex (Århus) af Søren Runge og Thomas Helmig, Calm Studios (Espergærde) af Søren Runge, Granny Recordings (Dronningmølle) af Thomas Helmig, assisteret af Junker, Medley Studios (København) af Søren Mikkelsen, assisteret af Jacob Groth, Vibe Factory (Vanløse) af Jakob Winther, STV Studios (Odense) af Peter Aagaard
- Strygere og blæsere indspillet i Studio 301 (Stockholm) af Marcus Bergquist og Ian Agate
- Blæsere indspillet i STV Studios (Odense)
- Mixet i Larrabee Sound Studios (Los Angeles) af Manny Marroquin, assisteret af Christian Plata og Erik Madrid
- Mastering i The Mastering Palace (New York) af Dave Kutch
- Artwork design, Ulrik Boberg / Danesadwork

### Musikere
| - Thomas Helmig – sang, kor, guitar, bas, keyboards, percussion & programmering - Søren Runge – keyboards, kor, klokkespil, xylofon, trommer & programmering - Claes Antonsen – trommer - Jacob Andersen – percussion & banjo - Christian Douglas Danstrøm – bas - Nellie Ettison – kor - Mark Linn – kor - Andy Roda – kor - Benjamin Kissi – kor - Edgar Jones – tenor saxofon | - James Hunt – baryton saxofon - Stockholm Session Strings – strygere - Ulf Forsberg – concert master - Leif Lindvall – trompet - Hans Dyvik – trompet - Per "Ruskträsk" Johansson – baryton/tenor saxofon - Jonas Wall – saxofon - Olle Holmquist – trombone - Viktor Sand – baryton saxofon - Ulf & Henrik Janson – stryger- og blæserarrangement & dirigering |

## Hitlister og certificeringer
| Hitliste (2009) | Højeste placering |
| --------------- | ----------------- |
| Danmark         | 1                 |

| Hitliste (2009) | Placering |
| --------------- | --------- |
| Danmark         | 7         |
| Hitliste (2010) | Placering |
| Danmark         | 31        |

| Land (Organisation) | Certificering |
| ------------------- | ------------- |
| Danmark (IFPI)      | 2× Platin     |